# Yogaville
Yogaville – jednostka osadnicza w Stanach Zjednoczonych, w stanie Wirginia, w hrabstwie Buckingham.